# Tengklik
Tengklik is een bestuurslaag in het regentschap Karanganyar van de provincie Midden-Java, Indonesië. Tengklik telt 3634 inwoners (volkstelling 2010).